# 国立病院機構佐賀病院
独立行政法人国立病院機構佐賀病院（どくりつぎょうせいほうじんこくりつびょういんきこうさがびょういん）は、佐賀県佐賀市にある医療機関。独立行政法人国立病院機構が運営する病院である。
政策医療分野におけるがん、成育医療の専門医療施設であり、佐賀県初の総合周産期母子医療センターに指定された。

## 沿革
- 1910年10月 - 陸軍高木瀬兵営に隣接する佐賀衛戍病院として発足。
- 1945年12月1日 - 厚生省に移管、国立佐賀病院として発足。
- 2001年1月6日 - 厚生労働省へ移管。
- 2004年4月1日 - 独立行政法人国立病院機構発足に伴い、現名称へ変更。
- 2009年12月 - 新病棟完成。
- 2010年8月4日 - 総合周産期母子医療センターの指定を受ける（有効期限は9月1日より3年間）[1]。

## 周産期母子医療センター構想
2010年4月現在、佐賀県には周産期母子医療センターの指定がない。そこで、病院側は将来の総合周産期母子医療センターの認定を見据えた新棟建設並びに診療体制の充実を目指している。
佐賀県の周産期医療については、これまでも、佐賀病院と佐賀大学医学部附属病院、佐賀県立病院好生館の3病院で機能分担をしてきた。
佐賀県知事古川康はテレビ番組で佐賀病院の周産期医療充実に向けての施設整備について言及したが、この時点ではまだ指定を決定した事実はなかった。
病院は2010年7月26日付で佐賀県知事宛に申請書を提出し、8月3日の佐賀県周産期医療協議会において指定が妥当とされた。

## 診療科
- 内科
- 循環器科
- 小児科
- 外科・乳腺
- 整形外科
- 形成外科
- 皮膚科
- 泌尿器科
- 眼科
- 産婦人科（産科・婦人科）
- 麻酔科
- 放射線科
- リハビリテーション科
- 脳神経外科（休診中）
- 耳鼻咽喉科

診療支援部門
- 薬剤科
- 栄養管理室
- 臨床検査

## 医療機関の指定等
- 保険医療機関
- 救急告示医療機関
- 労災保険指定医療機関
- 指定自立支援医療機関（更生医療・育成医療・精神通院医療）
- 生活保護法指定医療機関
- 指定養育医療機関
- 原子爆弾被害者一般疾病医療取扱医療機関
- 公害医療機関
- 母体保護法指定医の配置されている医療機関
- 臨床研修指定病院
- 小児慢性特定疾患治療研究事業委託医療機関

## 交通アクセス
- JR長崎本線佐賀駅下車、佐賀駅バスセンターより佐賀市営バス30番系統試験場・免許センター行・昭和バス（系統複数あり）で市文化会館前下車、徒歩1分
- 高速バス「わかくす号」で市文化会館前下車、徒歩1分
- 佐賀駅より徒歩20分